# Rudina (Stari Grad)
Rudina falu Horvátországban, Split-Dalmácia megyében. Közigazgatásilag Stari Gradhoz tartozik.

## Fekvése
Splittől légvonalban 38 km-re délre, Stari Grad városától 2 km-re északra, a Hvar-sziget északnyugati részén fekszik. Két fő településrésze Rudina Vela (másképpen Rudina Gospodinova) és Rudina Mola (Rudina Mala). 

## Története
Az első, mintegy tizenkét házat 1663-ban Pietro Scoglian családja építette Rudina Molán, akik a sziget keleti részén fekvő Gdinjről költöztek ide. A velencei uralomnak 1797-ben vége szakadt és osztrák csapatok vonultak be Dalmáciába. 1806-ban a sziget az osztrákokat legyőző franciák uralma alá került, de Napóleon lipcsei veresége után újra az osztrákoké lett. A település 1918-ban az új szerb-horvát-szlovén állam, majd később Jugoszlávia része lett. 2011-ben a településnek 70 lakosa volt, akik főként a mezőgazdaságból és a  turizmusból éltek. Manapság a szezonon kívüli időszakban csak kevesen élnek a faluban. A ma itt élő lakosságnak csak egy része őslakos, mivel az utóbbi években sokan települtek ide Bosznia-Hercegovinából.

## Népesség
| Lakosság változása | Lakosság változása | Lakosság változása | Lakosság változása | Lakosság változása | Lakosság változása | Lakosság változása | Lakosság változása | Lakosság változása | Lakosság változása | Lakosság változása | Lakosság változása | Lakosság változása | Lakosság változása | Lakosság változása | Lakosság változása |
| ------------------ | ------------------ | ------------------ | ------------------ | ------------------ | ------------------ | ------------------ | ------------------ | ------------------ | ------------------ | ------------------ | ------------------ | ------------------ | ------------------ | ------------------ | ------------------ |
| 1857               | 1869               | 1880               | 1890               | 1900               | 1910               | 1921               | 1931               | 1948               | 1953               | 1961               | 1971               | 1981               | 1991               | 2001               | 2011               |
| 187                | 0                  | 260                | 280                | 337                | 279                | 279                | 228                | 182                | 164                | 112                | 73                 | 40                 | 35                 | 54                 | 70                 |

## Gazdaság
Közelében halfeldolgozó üzem működik.

## Nevezetességei
- A falu központja a horvát kulturális örökség része, egy a múltból itt maradt tér, ahol múlt tanújaként olajprés, gabonaőrlőmalom és egy kőoszlopon álló lámpa látható.

- A településtől az erdőn át vezető mintegy tíz perces sétával a sziget északi részének festői szépségű, kristálytiszta vizű öblei (Žukova, Lisna, Duboka stb.) érhetők el. Közülük talán a legnépszerűbb a Žukova-öböl ahol nemrég dinoszaurusz lábnyomokat is felfedeztek.

- Szintén látványosak a Kabal-félsziget félreeső öblei és barlangjai. A félsziget tetejéről késő délután a sziget egyik legszebb naplementéjében gyönyörködhetünk.

## Kultúra
A település legzsúfoltabb időszaka augusztus első fele, amikor művészeti fesztivált rendeznek. Ekkor a régi, elhagyott épületek falai között az itt élő, vagy innen elszármazott művészek alkotásai láthatók, mint például Magda Dulčićé az egyik legjobb horvát grafikusművészé. 